# Evangelische Kirche (Nieder-Florstadt)

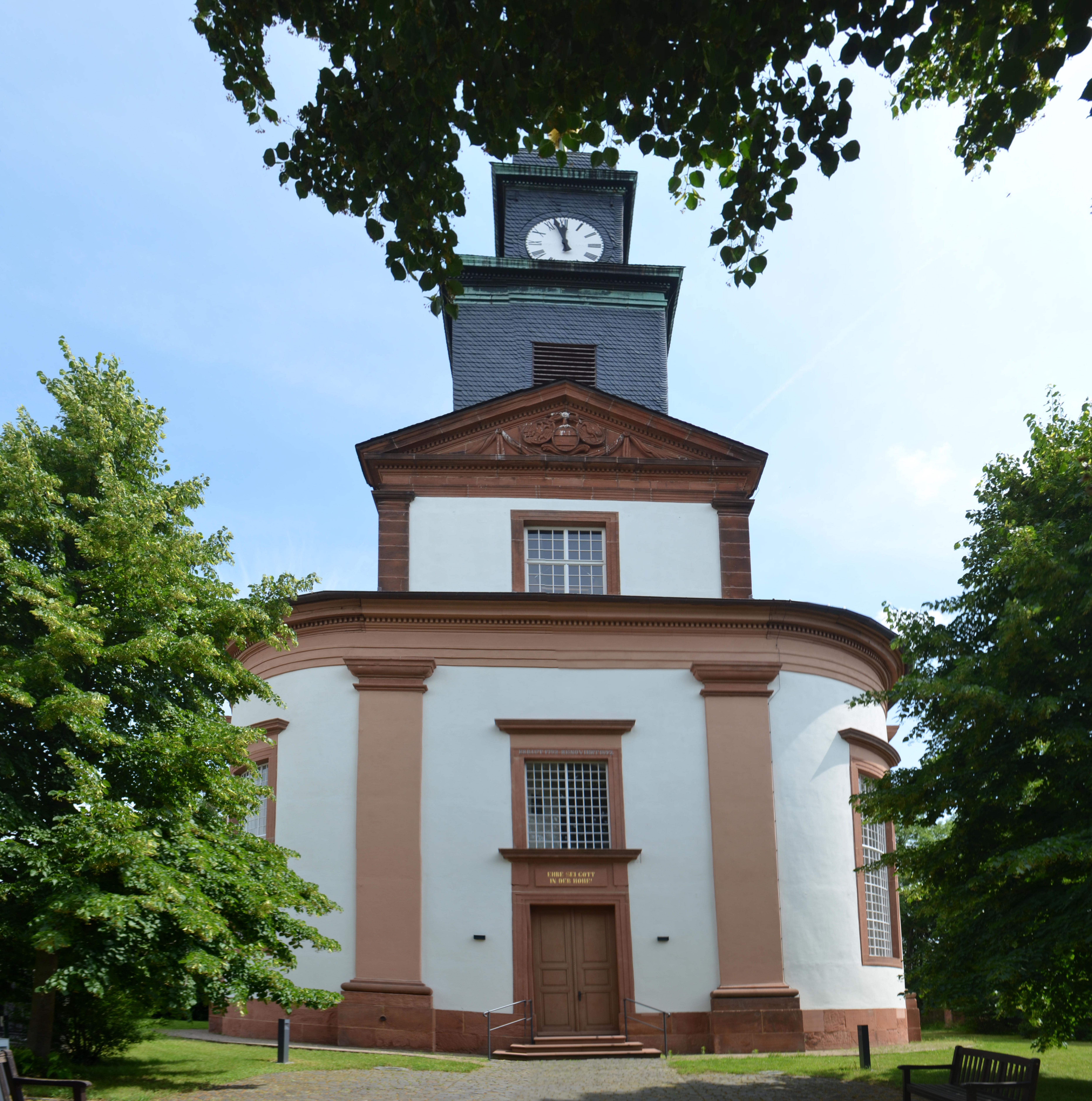
Evangelische Kirche (Nieder-Florstadt)

Die Evangelische Kirche Nieder-Florstadt ist ein denkmalgeschütztes Kirchengebäude, das in Nieder-Florstadt steht, einem Stadtteil von Florstadt im Wetteraukreis in Hessen. Die Kirchengemeinde gehört zum Dekanat Wetterau in der Propstei Oberhessen der Evangelischen Kirche in Hessen und Nassau.

## Beschreibung
Die Grundsteinlegung der klassizistischen Saalkirche war am 19. August 1790, ihre Einweihung am 16. September 1792. Die Ecken des Kirchenschiffs sind abgerundet, seine Außenflächen sind durch Pilaster gegliedert. Der schiefergedeckte Dachturm mit seinem eingezogenen Geschoss für die Turmuhr ist über einen Dreiecksgiebel in die Fassade im Westen eingebunden. 
Der Innenraum hat vierseitig umlaufende Emporen, die von toskanischen Säulen getragen werden. Die klassizistische Kirchenausstattung besteht aus dem Altar, der Kanzel und der Orgel, die übereinander angeordnet sind. Die von Johann Friedrich Syer 1744 gebaute Orgel mit zwölf Registern, einem Manual und einem Pedal wurde aus dem Vorgängerbau übernommen. Sie wurde 1870 durch eine Orgel mit 19 Registern, zwei Manualen und einem Pedal ersetzt. Diese wurde 1967 wiederum durch eine Orgel der Werner Bosch Orgelbau ersetzt. Die Kirchenglocken  der alten Kirche wurden in zwei neue umgegossen und durch eine weitere Glocke ergänzt. 